# Guatemala en los Juegos Olímpicos de Pekín 2008
Guatemala estuvo representada en los Juegos Olímpicos de Pekín 2008 por un total de 12 deportistas, 9 hombres y 3 mujeres, que compitieron en 9 deportes.
El portador de la bandera en la ceremonia de apertura fue el jugador de bádminton Kevin Cordón. El equipo olímpico guatemalteco no obtuvo ninguna medalla en estos Juegos.